# „VELTON“, textilní podniky Kubeš a Douda v Hradci Králové
„VELTON“, textilní podniky Kubeš a Douda v Hradci Králové byla textilní firma, která fungovala v letech 1942–1948.

## Historie
Firma na výrobu pánského prádla „Velton“ Kubeš a Douda vznikla teprve v roce 1942 v čp. 134 a navazovala na obchodní dům Samuela Ganze, založený ve stejném domě roku 1890. Z tohoto mnohdy vzniká mýlka, že firma „Velton“ byla založena v roce 1890. Ta je tradována i v Literárním průvodci Hradcem Králové od Jana Pěty:
„Po druhé světové válce měla v čp. 134 svůj provoz firma Velton, Kubeš & Douda, specializovaná na výrobu pánského prádla. V letech 1947–1949 byl v tomto podniku zaměstnán jako propagační pracovník básník Karel Boušek. Roky strávené v Hradci spadají do téměř třicetileté odmlky v jeho literární tvorbě (od počátku čtyřicátých let 20. století do začátku let sedmdesátých).
Soukromá firma Velton, založená roku 1890 a po únorovém převratu 1948 znárodněná, se stala součástí národního podniku Panar se sídlem v Praze; jeho ředitelem se stal právě Karel Boušek.“
Tato společnost rozšířila provozní prostory i do sousedního čp. 135. Roku 1945 si firma stěžuje na majitelku vedlejšího domu čp. 133 Marii Krotkou, že z její střechy zatéká voda do jejich domu a žádala nápravu.
V roce 1948 byla firma znárodněna a zemřel také její spolumajitel Alois Douda. Zaměstnanci obchodního domu Kubeš a Douda v Hradci Králové, který byl po znárodnění přičleněn k národnímu podniku Panar, továrny na pánské prádlo, si stanovili za úkol, docílit do 28. října 1948 vývozu jako za celý minulý rok. Výroba pánského prádla v pokročila natolik, že podnik vyvezl již za 8 milionů Kčs svých výrobků během 7 měsíců, oproti loňskému roku, kdy celoroční vývoz činil 12 mil. Kčs.